# Молодовская волость
Молодовская волость — административно-территориальная единица в составе Карачевского уезда.
Административный центр — село Молодовое.
Волость была образована в ходе реформы 1861 года. Значительную часть волости занимал лесной массив (к северу от волостного центра). 
В 1880-х годах Молодовская волость была упразднена, а её территория вошла в новообразованную Шаблыкинскую волость.
Ныне вся территория бывшей Молодовской волости входит в состав Шаблыкинского района Орловской области.